# Чингісхан (фільм)
«Чингісхан» (англ. Genghis Khan) — кінофільм.

## Сюжет
історичний фільм, що розповідає про життя монгольського хана Чингісхана, починаючи з його дитячих років. Він пройшов довгий шлях від вигнанця Темучина до повелителя великих володінь. Він став одним з найбільших завойовників в історії. Він підкорив багато народів і земель, оскільки бачив в цьому зміст всього свого життя.

## У ролях
- Стівен Бойд — Джамуха
- Омар Шариф — Темуджин, пізніше Чингісхан
- Джеймс Мейсон — Кам Линг
- Елай Воллак — шах Хорезма
- Франсуаза Дорлеак — Борте
- Теллі Савалас — Шан
- Роберт Морлі — імператор Китаю
- Івонн Мітчелл — Катке